# Euscorpius alpha
Euscorpius alpha Caporiacco, 1950 è uno scorpione appartenente alla famiglia Euscorpiidae, diffuso in Europa.

## Descrizione
Si tratta di un piccolo scorpione nero, di lunghezza inferiore a 30 mm. La sua puntura è totalmente innocua. Siccome è molto piccolo il suo aculeo spesso non buca nemmeno la pelle.

## Distribuzione e habitat
La specie è diffusa nella Svizzera meridionale e nell'Italia settentrionale, ad ovest del fiume Adige.
Si trova solitamente in zone umide di montagna, sotto le pietre, tronchi ecc., ma anche in alcune zone umide all'interno di edifici come le cantine.